# Militiekanton
Een militiekanton, in de volksmond ook wel administratief kanton genaamd, is een territoriale indeling binnen de militaire structuur.

## België
Op het Belgisch grondgebied werden er militiekantons opgericht in 1798 in het kader van de verplichte militaire dienstplicht. Na de afschaffing van de dienstplicht in 1994, verdween ook het begrip.
De militiekantons werden in hun tijd beschouwd als de administratieve tegenhangers van de gerechtelijke kantons, hoewel hun toepassingsgebied beperkt was tot de rekrutering. Toch is deze territoriale indeling belangrijk vermits het militaire rekruteringsarchief grotendeels is opgesteld werd per kanton. Zo bijvoorbeeld de keurlingenlijst.
Een van de weinige niet-militaire toepassingen van de militiekantons was de afbakening van landbouwdistricten in o.a. de provincie West-Vlaanderen.

### Historische schets
- In zijn beginjaren steunde dit wervingssysteem voor de militaire dienstplicht op het territorialiteitsbeginsel dat wil zeggen dat elk rijksgebied een vooraf bepaald vast aantal manschappen moest leveren. De rekruten werden door middel van loting per gemeente aangeduid.
- Een wet van 28 januari 1801, uitgevaardigd door het Directoire, bepaalde dat de ressorten ongeveer een gelijk aantal inwoners moesten tellen. (In werkelijkheid waren er grote verschillende qua inwonertal). *Vanaf de wet van 8 fructidor van het jaar XIII (26 augustus 1805), onder het bewind van het Franse Consulaat, maakten de Fransen gebruik van de gerechtelijke kantons voor de conscriptie.
- De Nederlanders stappen van dit systeem af, omwille van de grote afwijking qua inwonertal van de gerechtelijke kantons. Door een wet van 8 januari 1817 werden daarom nieuw kantonnale eenheden in het leven geroepen. Deze militiekantons moesten elk tussen de 8000 en 12000 inwoners tellen, met uitzondering van afwijkingen om geografische omstandigheden.
- De afbakening van het grondgebied van de verscheidene kantons werd op 25 februari 1817 bepaald door de koning.
- Na de invoering van de beperkte en algemene persoonlijke dienstplicht, respectievelijk 1909 en 1913 verloren de militiekantons hun belangrijkste bestaansreden.
- Vanaf de globale militiewet (1913) worden ze enkel nog vernoemd in verband met de samenstelling van de militieraden.
- In 1913 waren 174 van de 221 militiekantons identiek aan de respectievelijke gerechtelijke kantons.